# Thrips trehernei
Thrips trehernei är en insektsart som beskrevs av Hermann Priesner 1927. Thrips trehernei ingår i släktet Thrips och familjen smaltripsar. Arten är reproducerande i Sverige. Inga underarter finns listade i Catalogue of Life.